# Liste der Straßen in Nörvenich
Die Liste der Straßen in Nörvenich enthält die Straßen und Plätze der Gemeinde Nörvenich, Kreis Düren, Nordrhein-Westfalen sowie eine Erläuterung zur Herkunft des Namens, soweit bekannt, und eine Zuordnung zu den jeweiligen Ortsteilen. Durch die kommunale Neugliederung mussten einige Straßennamen geändert werden, damit es den Namen jeweils nur einmal gibt. Soweit bekannt sind die alten Straßennamen in die Liste aufgenommen worden. Frühere Straßenbezeichnung sind, unabhängig von den Ratsbeschlüssen, schon seit vielen Jahrhunderten gebräuchlich.

## Hinweise zu den Angaben in den Tabellen
- Die Spalte Straßenname enthält die Bezeichnung der Straße oder Platzes.
- Als Ortsteil sind die jeweiligen Ortsteile aufgelistet, zu der die Straßen und Plätze gehören.
- In der Spalte Bedeutung/Artikel sind Erläuterungen zur Herkunft des Namens (z. B. Orte, Persönlichkeiten oder historische Begebenheiten) sowie das Datum des Ratsbeschlusses (RB) angegeben, sowie die Links zu bestehenden Artikeln.

Die Spalten sind sortierbar.

## Straßenliste
| Straßenname              | Ortsteil             | Bedeutung/Artikel |
| ------------------------ | -------------------- | --- |
| Albert-Schweitzer-Straße | Binsfeld             | Ab 10. Oktober 1968 Friedensstraße, seit 2. Mai 1973 nach dem Urwalddoktor Albert Schweitzer benannt |
| Am Burgacker             | Binsfeld             | Flurbezeichnung |
| Am Hof                   | Binsfeld             | RB 10. Oktober 1968. An der Straße liegen ein unbenannter Hof, der Groß-Ganshof und der Trompeterhof. Das kurze Straßenstück ist Teil der Ortsdurchfahrt der L 271 |
| Am Mohlenpfad            | Binsfeld             | RB 29. November 1962. Flurbezeichnung, früher von Bundeswehrsoldatenfamilien bewohnte Siedlung. |
| Binsfelder Burg          | Binsfeld             | RB 2. Mai 1973, siehe Burg Binsfeld |
| Distelrather Straße      | Binsfeld             | RB 10. Oktober 1968. Führt nach Distelrath |
| Dr.-Breuer-Straße        | Binsfeld             | Früher Faulsgasse, am 2. Mai 1973 nach dem Chirurgen Ferdinand Breuer umbenannt. |
| Dürener Straße           | Binsfeld             | Ab 10. Oktober 1968 Mittelstraße, seit 2. Mai 1973 nach der Kreisstadt Düren benannt. Das Straßenstück ist Teil der Ortsdurchfahrt der L 271 |
| Frauwüllesheimer Straße  | Binsfeld             | Ab 10. Oktober 1968 Burgstraße, seit 2. Mai 1973 nach dem Ort Frauwüllesheim benannt. Das Straßenstück ist Teil der Ortsdurchfahrt der L 271. |
| Girbelsrather Straße     | Binsfeld             | RB 10. Oktober 1968. Führt außerhalb des Ortes als Wirtschaftsweg nach Girbelsrath. |
| Heimstraße               | Binsfeld             | RB 5. Februar 1957. Benannt nach der Baugesellschaft Rheinisches Heim in Bonn, die die Häuser baute. |
| Henri-Dunant-Weg         | Binsfeld             | Einstreifiger unbebauter Verbindungsweg zwischen der Lehrer-Mehlkop-Straße und dem Merzenicher Weg, benannt nach Henri Dunant. |
| Hubertushof              | Binsfeld             | Ehemaliger Aussiedlerhof in Richtung der ehem. Ford-Werke Düren. |
| Im Heidkamp              | Binsfeld             | RB 22. Mai 1979. Flurbezeichnung. |
| Im Winkel                | Binsfeld             | RB 10. Oktober 1968. Die Sackgasse zweigt rechtwinklig vom Mühlenweg ab. |
| Josef-Kirchhartz-Weg     | Binsfeld             | RB 20. März 1985. Benannt nach dem ehemaligen Bürgermeister bzw. Ortsvorsteher Josef Kirchhartz (1902–1982). |
| Lehrer-Mehlkop-Straße    | Binsfeld             | RB 4. April 1978. Jakob Mehlkop (1893–1972) war vom 1. April 1924 bis zum 30. September 1958 Lehrer an der katholischen Volksschule Binsfeld. |
| Merzenicher Weg          | Binsfeld             | RB 10. Oktober 1968. Führt als Wirtschaftsweg nach Merzenich. |
| Mühlenweg                | Binsfeld             | RB 10. Oktober 1968. Über den Weg fuhren die Bauern früher zu den Mühlen nach Düren. |
| Pfarrer-Forst-Straße     | Binsfeld             | RB 5. August 1971. Gerhard Forst (1881–1967) war vom 11. September 1932 bis zum 9. September 1967 Pfarrer der Kirchengemeinde Binsfeld. |
| Ringstraße               | Binsfeld             | RB 10. Oktober 1968: Kirchstraße. RB 10. Oktober 1968: Ringstraße. Die Straße bildet einen halben Ring um die Pfarrkirche St. Gertrud. |
| Rommelsheimer Straße     | Binsfeld             | RB 30. April 1968: Gartenstraße. RB 2. Mai 1973: Rommelsheimer Straße. Rommelshreim war bis 11969 Ortsteil von Binsfeld. Die Straße führt nach Rommelsheim. |
| Schulstraße              | Binsfeld             | RB 10. Oktober 1968. Benannt nach der ehemaligen katholischen Volksschule. |
| Margarethastraße         | Dorweiler            | RB 15. Juni 1971: Hardtstraße, vorher Hauptstraße, Pingsheimer Straße und Dorfstraße. RB vom 15. Juli 1975: Margarethastraße. Benannt nach der Patronin der Kapelle St. Margaretha |
| Lehrer-Geßner-Straße     | Dorweiler            | Gerhard Geßner (1899–1978) war langjähriger Dorfschullehrer in Dorweiler. |
| Poller Weg               | Dorweiler            | RB nicht mehr feststellbar. Die Straße führt nach Poll. |
| Pützstraße               | Dorweiler            | RB nicht mehr feststellbar. |
| Zum Schützenhaus         | Dorweiler            | Letzte Neubenennung in Dorweiler. Die Straße liegt am Schützenhaus. |
| Bachstraße               | Eggersheim           | RB 15. Dezember 1959. Der Neffelbach wird mundartlich nur „de Baach“ genannt, also „der Bach“. Daher die Straßenbezeichnung. |
| Im Wiesengrund           | Eggersheim           | RB 15. Dezember 1959: Gartenstraße. RB 2. Mai 1973: Im Wiesengrund. Siedlungshäuser der Baugesellschaft Rheinische Heimstätte. |
| In der Mühle             | Eggersheim           | RB 15. Dezember 1959. Siehe Eggersheimer Mühle |
| Kapellenstraße           | Eggersheim           | RB 15. Dezember 1959: teilw. Annastraße und teilw. Poller Straße. RB 2. Mai 1973: Kapellenstraße. Benannt nach der Annakapelle. |
| Kurfürstenstraße         | Eggersheim           | RB 15. Dezember 1959: Hauptstraße. RB 2. Mai 1973: Kurfürstenstraße. Benannt nach dem ehemaligen Kurfürstenhof Ecke Kurfürstenstraße 18/20. |
| Rosenweg                 | Eggersheim           | Letzte Straßenbenennung in Eggersheim. An der Straße steht ein Wohnhaus. |
| Unter den Weiden         | Eggersheim           | RB 15. Dezember 1959. Benannt nach den großen Weidenbäumen in der Straße |
| Weststraße               | Eggersheim           | RB 15. Dezember 1959: Heerstraße. RB 2. Mai 1973: Eggersheimer Hof. Später in Weststraße umbenannt. |
| Ackerstraße              | Eschweiler über Feld | RB 30. September 1954. Die vier Häuser sind 1953/54 durch die „Deutsche Bauernsiedlung“ als landw. Nebenerwerbsstellen erbaut worden. |
| Alter Buntwolf           | Eschweiler über Feld | Früher: Buntwolf. RB 30. September 1954: Alter Buntwolf. Die Bezeichnung Buntwolf ist ungeklärt. |
| Alter Kirchpfad          | Eschweiler über Feld | RB 6. August 1968: Schulstraße. RB 2. Mai 1973: Alter Kirchpfad. Der Weg diente früher den Pastören als Weg zwischen Pfarrhaus und alter Kirche. |
| Am Flutgraben            | Eschweiler über Feld | RB 19. September 1984. Flurbezeichnung |
| Am Königsforst           | Eschweiler über Feld | RB 30. September 1954: zwischen Ackerstraße und Heribertstraße = Bahnhofstraße. Aus Konneforst und dem mundartlichen Konnefoesch hat sich fälschlicherweise Königsforst entwickelt. „Konne“ = hochgestellte Frau, „Forst“ = Waldgebiet |
| Am Lindenkreuz           | Eschweiler über Feld | RB 21. Mai 1959: Siedlung Lindenkreuz, RB 2. Mai 1973: Am Lindenkreuz. Auf einer kleinen Gehölzinsel steht ein Eisenkreuz unter den Linden. |
| Am Ringsheimer Hof       | Eschweiler über Feld | RB 30. September 1954: Alter Buntwolf. RB 6. August 1968: Am Ringsheimer Hof. Benannt nach dem im 19. Jahrhundert abgebrochenen Ringsheimer Hof. |
| An der Esche             | Eschweiler über Feld | RB 23. November 1976. Flurbezeichnung |
| Auf dem Dom              | Eschweiler über Feld | RB 6. August 1968. Flurbezeichnung |
| Buntwolfstraße           | Eschweiler über Feld | RB 6. August 1968. Die Bezeichnung Buntwolf ist ungeklärt. |
| Buschweg                 | Eschweiler über Feld | RB 6. August 1968. Benannt, weil der Weg wahrscheinlich zu einem Wald führte. |
| Engelshof                | Eschweiler über Feld | RB nicht feststellbar. Der Hof liegt neben Gut Ollesheim. Der alte Gutshof wurde im 19./20. Jahrhundert von einer Familie Engels bewirtschaftet. |
| Eulengasse               | Eschweiler über Feld | RB 30. September 1954. Die Straße hatte früher einen anderen Verlauf. Neben dem Haus Heinrich-Veith-Straße 6 stand ein zweistöckiges Gebäude, der sog. Eulenturm, in dem sich eine Gefängniszelle befunden haben soll. |
| Golzheimer Straße        | Eschweiler über Feld | RB 16. September 1980. Die Straße führt nach Golzheim und ist Teil der L 327 |
| Gut Hommelsheim          | Eschweiler über Feld | Schon im Rentverzeichnis von 1551 gibt es den Namen hommelßhem. Hier befand sich bis 1908 das Bürgermeisteramt von Nörvenich. |
| Gut Kauweiler            | Eschweiler über Feld | Siehe Gut Kauweiler |
| Gut Ollesheim            | Eschweiler über Feld | Siehe Gut Ollesheim |
| Heinrich-Veith-Straße    | Eschweiler über Feld | Früher Golzheimer Straße. RB 21. Mai 1959: Veithstraße, später Heinrich-Veith-Straße. Benannt nach dem Landwirten Heinrich Veith (1871–1960), der der damaligen Gemeinde eine Ackerprarzelle zur Anlegung eines Friedhofes schenkte. Die Parzelle für den heutigen neuen Friedhof bekam die Gemeinde im Tausch gegen den gestifteten Acker. |
| Heribertstraße           | Eschweiler über Feld | RB 6. August 1968: Hauptstraße und Dürener Straße. RB 2. Mai 1973: Heribertstraße. Benannt nach dem Pfarrpatron der Kirche. Teil der Ortsdurchfahrt L 263. |
| Hermannshof              | Eschweiler über Feld | RB 6. August 1968. Der Gutshof wurde 1857–1861 durch Hermann Joseph Graf Wolff Metternich erbaut. Den durch Erbschaft an seine Schwester Vicomtesse de Maistre gefallenen Hof nannte sie im Andenken an ihren Bruder Hermannshof. |
| Im Bongert               | Eschweiler über Feld | RB 6. August 1968. Hier lag bis in die 1960er Jahre eine Obstwiese (Bongert). |
| Josefstraße              | Eschweiler über Feld | RB 6. August 1968. Der damalige Bürgermeister Josef Finger setzte sich für den Ausbau der Obstbaumallee ein. Sie wurde nach seinem Vornamen benannt. |
| Kelzer Weg               | Eschweiler über Feld | Eine der letzten benannten Straßen im Ort. Der Weg zeigt ich Richtung Kelz. |
| Landwehrstraße           | Eschweiler über Feld | RB 30. Juni 1968. Die Ackerparzelle, auf der die Straße angelegt wurde, stand im Eigentum vom „Landwehrsch Hein“, der eigentlich Heinrich Weber hieß. |
| Mollsgasse               | Eschweiler über Feld | Früher Grabenstraße. RB 6. August 1968: Mollsgasse. Benannt nach dem früheren Anlieger Jacob Moll. |
| Pfarrer-Ahrens-Straße    | Eschweiler über Feld | Eine der letzten benannten Straßen im Ort. Benannt nach dem langjährigen Pfarrer von Eschweiler ü.F., der im Zweiten Weltkrieg interniert wurde. |
| Pfarrer-Legemann-Straße  | Eschweiler über Feld | RB 30. September 1954: Marienstraße. RB 2. Mai 1973: Pfarrer-Legemann-Straße. Peter Paul Legemann (1842–1911) war Pfarrer im Ort von 1886 bis 1911. |
| Rote Erde                | Eschweiler über Feld | RB 6. August 1968: Oststraße. RB 2. Mai 1973: Nörvenicher Straße. RB 27. Juni 1978: Rote Erde. Der Name ist vielleicht durch eine anwohnende Familie entstanden, deren Mitglieder alle rote Haare hatten. Teil der Ortsdurchfahrt L 2363.                                                                                                   |
| Schmiedegasse            | Eschweiler über Feld | RB 6. August 1968: Zülpicher Straße. RB 2. Mai 1973: Schmiedegasse. Die vermutlich erste Huf- und Wagenschmiede stand an der Ecke Heribertstr./Schmiedegasse. |
| Tulpenstraße             | Eschweiler über Feld | RB 23. November 1976. Früher vorwiegend als Gartengelände (mit Tulpen) genutzt. |
| Zehnhofstraße            | Eschweiler über Feld | RB 6. August 1968. Bis 1964 stand hier der alte Zehnthof mit der Hausnummer 2. |
| An der Zeelmaar          | Frauwüllesheim       | RB 11. Januar 1960. Flurbezeichnung. |
| Binsfelder Straße        | Frauwüllesheim       | RB 11. Januar 1960: Dürener Straße. RB 2. Mai 1973: Binsfelder Straße. Führt zum Nachbarort Binsfeld, der bis 1847 Pfarrort für Frauwüllesheim war. Teil der Ortsdurchfahrt L 271. |
| Brigidastraße            | Frauwüllesheim       | RB 11. Januar 1960: Kirchstraße. RB 2. Mai 1973: Brigidastraße. Benannt nach der zweiten Pfarrpatronin Brigida. Teil der Ortsdurchfahrt L 327. |
| Dreikönigenstraße        | Frauwüllesheim       | RB 11. Januar 1960: Friedensstraße. RB 15. Juli 1975: Dreikönigenstraße. Benannt nach den Statuen der hl. Dreikönige, die in der Pfarrkirche stehen. Teil der Ortsdurchfahrt L 327. |
| Eintrachtstraße          | Frauwüllesheim       | RB 11. Januar 1960. |
| Grünstraße               | Frauwüllesheim       | RB 11. Januar 1960. Es handelte sich um ein Siedlungsprojekt aus den Jahren 1951/52. |
| Hinter dem Gärten        | Frauwüllesheim       | RB 15. Juni 1981. Flurbezeichnung. |
| Im Anksel                | Frauwüllesheim       | RB 2000er Jahre. Aussiedlerhof an der L 264 |
| Im Bayer                 | Frauwüllesheim       | RB 2. Mai 1973. Flurbezeichnung. Benannt nach dem einen Brauch des Glockenschlagens: Beiern. |
| Isweiler                 | Frauwüllesheim       | RB 11. Januar 1960: Kapellenstraße. RB 2. Mai 1973: Isweiler. Siehe Isweiler. |
| Kreuzstraße              | Frauwüllesheim       | Früher: Girbelsrather Straße. RB 11. Januar 1960: Kreuzstraße. Vor dem abgebrochenen Haus Nr. 2 stand früher ein Steinkreuz. Teil der Ortsdurchfahrt L 264. |
| Marienstraße             | Frauwüllesheim       | RB 11. Januar 1960. Benannt nach dem Patrozinium Mariä Heimsuchung. |
| Matthias-Kesseler-Straße | Frauwüllesheim       | RB 11. Januar 1960. Matthias Kesseler (1891–1969) war der erste demokratisch gewählte Bürgermeister der Gemeinde Frauwüllesheim. Bei den Häusern handelte sich um ein Siedlungsprojekt aus den Jahren 1951/52. |
| Mittelstraße             | Frauwüllesheim       | RB 11. Januar 1960. Teil der Ortsdurchfahrt L 264. |
| Weißfrauenhofstraße      | Frauwüllesheim       | RB 11. Januar 1960. Der am 10. März 1977 abgebrochene Bauernhof gehörte seit Jahrhunderten der Aachener Niederlassung des Ordens der Weißen Frauen. Teil der Ortsdurchfahrt L 264. |
| Wilhelm-Klein-Straße     | Frauwüllesheim       | RB 2000er Jahre. Die Straße wurde nach dem langjährigen Ortsvorsteher Wilhelm Klein (1918–2000) benannt. |
| Zeelmarerhof             | Frauwüllesheim       | RB 11. Januar 1960. Aussiedlerhof südlich von Frauwüllesheim an der L 264. |
| Zum Bärental             | Frauwüllesheim       | RB 13. Oktober 1967: Gartenweg. RB 2. Mai 1973: Zum Bärentasl. Flurbezeichnung. |
| Am Fußfall               | Hochkirchen          | RB 23. Februar 1965. Benannt nach dem Denkmal Fußfall |
| Am Heerweg               | Hochkirchen          | RB 23. Februar 1965. Die Bundesstraße 477, neben der der Heerweg verläuft, ist eine alte römische Heerstraße, die von Neuß nach Zülpich führte. |
| Beethovenweg             | Hochkirchen          | RB 16. Dezember 1974. Benannt nach Ludwig van Beethoven. |
| Dorweilerstraße          | Hochkirchen          | RB 23. Februar 1965: Oberstraße, vorher Hauptstraße. RB 2. Mai 1973: Dorweilerstraße. Teilstück der Ortsdurchfahrt der K 16. |
| Finkenweg                | Hochkirchen          | RB 16. Dezember 1974. Benannt nach der Vogelart. |
| Hardtweg                 | Hochkirchen          | RB 3. Dezember 1965. Führt zur heute mit Kasernen bebauten Hardt. Mit Hardt bezeichnete man einen ungepflegten, mit Dornengestrüpp durchwucherten, besonders auf einem Berg liegenden Wald. |
| Kirchstraße              | Hochkirchen          | RB 23. Februar 1965. Die zur Kirche St. Viktor führende Straße hat schon seit Jahrhunderten diese Bezeichnung. |
| Mozartweg                | Hochkirchen          | RB 16. Dezember 1974. Benannt nach Wolfgang Amadeus Mozart. |
| Nachtigallenweg          | Hochkirchen          | RB 16. Dezember 1974. Benannt nach der Vogelart. |
| Neffeltalstraße          | Hochkirchen          | RB 23. Februar 1965: Hauptstraße. RB 2. Mai 1973: Neffeltalstraße. Teilstück der Ortsdurchfahrt der K 16. Benannt nach dem Neffelbach. |
| Poller Straße            | Hochkirchen          | RB 23. Februar 1965. In einem Ortsplan von 1807 war die Straße schon so benannt. Die Poller Straße war die kürzeste Verbindung der Bewohner aus Poll zum Kirchdorf Hochkirchen. |
| Schubertweg              | Hochkirchen          | Letzte Straßenbenennung im Ort in Hochkirchen-Ost (Bebauung ab 2013). Benannt nach dem Komponisten Franz Schubert. |
| Steinfelderhof           | Hochkirchen          | RB 16. Juni 1980. Bis zum Ratsbeschluss gehörten Pastorat und das ehemalige Wohngebäude des Steinfelderhofes zur Kirchstraße. Die Benennung erfolgte nach dem ehemaligen Stadelhof, der zum Kloster Steinfeld gehörte. |
| Weidbergstraße           | Hochkirchen          | RB 23. Februar 1965: Zülpicher Straße. RB 2. Mai 1973: Weidbergstraße. Flurbezeichnung. |
| An der Goldkaul          | Irresheim            | RB 25. August 1959. Flurbezeichnung. Privatstraße |
| Annastraße               | Irresheim            | RB 25. August 1959: Marienstraße. RB 2. Mai 1973: Annastraße. Teil der Ortsdurchfahrt K 16. Benannt nach der Annakapelle. |
| Brunnenplatz             | Irresheim            | RB 25. August 1959: Marktplatz. RB 2. Mai 1973: Brunnenplatz. Der alte Dorfbrunnen wurde in den 1990er Jahren bei Straßenbauarbeiten wiederentdeckt und aufgemauert. Teil der Ortsdurchfahrt K 16. |
| Eggersheimer Straße      | Irresheim            | RB 25. August 1959: Friedensstraße. RB 2. Mai 1973: Eggersheimer Straße. Über den weiterführenden Wirtschaftsweg erreicht man den Nachbarort Eggersheim. |
| Eifelstraße              | Irresheim            | RB 25. August 1959: Kreuzstraße. RB 2. Mai 1973: Eifelstraße. Blick von der Straße bis in die Eifel. |
| Fritz-Rey-Straße         | Irresheim            | RB 2. Mai 1973: Wabderweg. RB 23. November 1976: Fritz-Rey-Straße. Benannt nach dem Landwirten Fritz Rey (1892–1970) war ein Mäzen seines Heimatortes. |
| Hochkirchener Straße     | Irresheim            | RB 25. August 1959: Oberstraße. RB 2. Mai 1973: Hochkirchener Straße. Teil der Ortsdurchfahrt K 16. Über den Weg gingen die Einwohner zur Kirche, zum Friedhof oder zur Schule nach Hochkirchen. |
| Prisselstraße            | Irresheim            | RB 25. August 1959. Die Straße verläuft entlang des Prisselgrabens. Prissel wird von preisgeben abgeleitet, eine Landparzelle wurde als Weide für fremdes Vieh preisgegeben. |
| Am Annahof               | Nörvenich            | RB 9. November 1959: Annahof. RB 2. Mai 1973: Am Annahof. Das Haus- und Hofgrundstück Haus-Nr. 1 war seit Urzeiten in Adelsbesitz. Zu dem Anwesen gehörte auch die Obere Mühle. |
| Am Kreuzberg             | Nörvenich            | Vor 1934: Provinzialstraße. Ca. 1934 bis Kriegsende: Hermann-Göring-Str. RB 3. Dezember 1954: Burgstraße. RB 9. November 1959: Am Kreuzberg. Siehe Am Kreuzberg (Nörvenich) |
| Am Mittelweg             | Nörvenich            | Im Osten von Nörvenich in einem kleinen Gewerbegebiet liegend. |
| Am Wallgraben            | Nörvenich            | RB 27. Juni 1978. Hier verlief früher ein Graben, dessen Wasser der Burganlage zugeleitet wurde. Vor dem Graben und dem Föllsweiher war ein kleiner Wall aufgeschüttet. |
| Am Weiherschleiden       | Nörvenich            | Flurbezeichnung an der Gemarkungsgrenze nach Hochkirchen. |
| An der Mohle             | Nörvenich            | RB 30. März 1967: In der Mohle. RB 2. Mai 1973: An der Mohle. Flurbezeichnung. |
| An der Vikarie           | Nörvenich            | Gehörte früher zur Burgstr., bzw. Provinzialstr. In dem Gebäude Vikarie war seit 1600 eine Schule untergebracht. Siehe Häuser An der Vikarie 1 und 2 (Nörvenich). |
| An Johannes Junker       | Nörvenich            | RB 11. Oktober 1976. Flurbezeichnung. |
| Antoniterhof             | Nörvenich            | Abgeleitet vom abgebrochenen Groß-Antoniterhof in Alt-Oberbolheim. |
| Auf dem kleinen Berge    | Nörvenich            | RB 9. November 1959. Flurbezeichnung. |
| Bahnhofstraße            | Nörvenich            | Vor 1934: Provinzialstraße. Ca. 1934 bis Kriegsende: Hermann-Göring-Str. RB 3. Dezember 1954: Bahnhofstraße. Siehe Bahnhofstraße (Nörvenich) |
| Barbaraweg               | Nörvenich            | RB 15. Juli 1975. Benannt nach dem ehemaligen Barbara-Kindergarten des Elternwerks der kath. Militärseelsorge e.V. |
| Barrensteinstraße        | Nörvenich            | RB 16. Juli 1981. 1933 verstarb Franziska Barrenstein, die ihr Vermögen der Gemeinde für wohltätige Zwecke vermachte. |
| Birkenhof                | Nörvenich            | RB 2. Mai 1973. Aus Alt-Oberbolheim umgesiedelter Gutshof Kremer, der mit Birken eingegrünt war. |
| Birkenweg                | Nörvenich            | RB 8. Mai 1956. Teil der in den 1950er Jahren von der Rheinischen Heimstätte errichteten Siedlung. |
| Boelckestraße            | Nörvenich            | RB 28. Februar 1968. Benannt nach Oswald Boelcke. |
| Borromäerinnenstraße     | Nörvenich            | RB 23. Februar 1981. Von 1933 bis 1981 betreuten die Ordensschwestern von der Genossenschaft der Barmherzigen Schwestern vom hl. Borromäus, Mutterhaus Trier, das Altersheim. |
| Breslauer Straße         | Nörvenich            | RB 23. Februar 1981. Benannt nach der Stadt Breslau. |
| Burgstraße               | Nörvenich            | Vor 1934: Provinzialstraße. Ca. 1934 bis Kriegsende: Hermann-Göring-Str. RB 3. Dezember 1954: Burgstraße. Siehe Burgstraße (Nörvenich) |
| Chlodwigstraße           | Nörvenich            | RB 30. Oktober 1972. Benannt nach dem fränkischen König Chlodwig I. |
| Dauzenbergstraße         | Nörvenich            | RB 23. Februar 1981. Hermann Josef Dauzenberg (1885–1968) war von 1908 bis 1919 Lehrer in Hochkirchen und danach bis zur Pensionierung im Jahre 1950 Lehrer in Nörvenich. |
| Dechant-Flocken-Straße   | Nörvenich            | RB 11. Oktober 1976. Benannt nach Dechant Conradus Flocken. |
| Dr.-Habicht-Straße       | Nörvenich            | RB 23. Februar 1981. Dr. Julius Habicht (1872–1935) war von 1897 an praktischer Arzt im Haus Marktplatz 4. |
| Dresdener Straße         | Nörvenich            | RB 7. Februar 1961. Benannt nach der Stadt Dresden. |
| Elbinger Straße          | Nörvenich            | RB 7. Februar 1961. Benannt nach der Stadt Elbing. |
| Fliegerhorst             | Nörvenich            | Benannt nach dem Fliegerhorst Nörvenich. |
| Frankenstraße            | Nörvenich            | RB 30. Oktober 1972. Benannt nach dem Volk der Franken. |
| Freudenthalerhof         | Nörvenich            | Flurbezeichnung |
| Gartenweg                | Nörvenich            | RB 8. Mai 1956. Teil der in den 1950er Jahren von der Rheinischen Heimstätte errichteten Siedlung. |
| Gewerbepark              | Nörvenich            | Von der Rather Straße rechts und links abzweigende Straßenstücke. |
| Goethestr.               | Nörvenich            | RB 5. Mai 1958. Teil der in den 1950er Jahren von der Rheinischen Heimstätte errichteten Siedlung. Benannt nach dem Dichter Johann Wolfgang von Goethe. |
| Graf-Hermann-Straße      | Nörvenich            | RB 23. Februar 1981. Zur Erinnerung an das Grafengeschlecht von Nörvenich, benannt nach Graf Hermann aus dem Jahre 1028. Das Geschlecht wohnte auf der Alten Burg. |
| Gut Gypenbusch           | Nörvenich            | RB 2. Mai 1973. Das Gut gehörte früher dem Freiherrn von Gymnich, dann dem Grafen Wolff-Metternich und später der Vicomts de Maistre, bis es in den 1940er Jahren in Privatbesitz gelangte. |
| Hardthof                 | Nörvenich            | Unbewohnte Scheune neben der Hardt. |
| Hardtstraße              | Nörvenich            | RB 9. November 1959. Flurbezeichnung. Mit Hardt bezeichnete man einen ungepflegten, mit Dornengestrüpp durchwucherten, besonders auf einem Berg liegenden Wald. |
| Kaserne Haus Hardt       | Nörvenich            | Kaserne der Bundeswehr |
| Heinrich-Kuß-Ring        | Nörvenich            | Nach dem langjährigen Bürgermeister Heinrich Kuß (1911–1986) benannt. |
| Heuserhof                | Nörvenich            | RB 2. Mai 1973. Der Hof wurde von Franziska Barrenstein der kath. Kirchengemeinde vermacht. Das Gut wurde aus Alt-Oberbolheim ausgesiedelt. |
| Hinter den Hagen         | Nörvenich            | RB 6. Mai 1963. Die Grundbedeutung des Wortes Hag ist geflochtener Zaun, ursprünglich also eingezäunter Weideplatz, Acker oder Wald. |
| Hohenstaufenstraße       | Nörvenich            | RB 23. Februar 1981. Benannt nach dem Adelsgeschlecht der Staufer. |
| Hohenzollernstraße       | Nörvenich            | RB 23. Februar 1981. Benannt nach dem Adelsgeschlecht der Hohenzollern. |
| Hommelsheimer Weg        | Nörvenich            | RB 20. November 1979. Der ehemalige Wirtschaftsweg war früher die Gemarkungsgrenze zwischen Nörvenich und Hochkirchen. |
| Immelmannstraße          | Nörvenich            | RB 29. Februar 1968. Benannt nach Max Immelmann. |
| In den Benden            | Nörvenich            | RB 11. Oktober 1976. Zufahrt zur ehemaligen Hauptschule. Benden sind von Wasser durchflossene oder am Bach liegende nicht eingefriedete baumlose Heuwiesen. |
| Jakob-Breidkopff-Straße  | Nörvenich            | RB 6. Mai 1963. Benannt nach Jakob Breidkopff (1875–1963), der von 1903 bis 1945 Amtsbürgermeister war. Die Straße wurde später in Rathausstraße und Jakob-Breidkopff-Straße unterteilt. |
| Jan-Wellem-Straße        | Nörvenich            | RB 23. Februar 1981. Benannt nach dem Kurfürsten der Pfalz Johann Wilhelm (Pfalz), im Volksmund Jan Wellem genannt. |
| Josef-Pütz-Straße        | Nörvenich            | RB 27. Dezember 1968: Am Kirchpfad. RB 2. Mai 1973: Josef-Pütz-Straße. Josef Pütz (1920–1972) war vom 1. Oktober 1952 bis zu seinem Tode Amtsdirektor bzw. Gemeindedirektor von Nörvenich. |
| Jülicher Ring            | Nörvenich            | RB 23. Januar 1981. Durch den Namen wird an die jahrhundertelange Zugehörigkeit zum Herzogtum Jülich erinnert. |
| Karolingerstraße         | Nörvenich            | RB 23. Januar 1981. Benannt nach dem Herrschergeschlecht der Karolinger. |
| Kastanienweg             | Nörvenich            | RB 9. November 1959: Mühlenweg. RB 2. Mai 1973: Kastanienweg. Benannt nach den in unmittelbarer Nähe stehenden Kastanienbäumen. |
| Katharinenstraße         | Nörvenich            | RB 16. Juli 1981. Zur Erinnerung an die Stifterin des Katharinenheimes (früheres Altenheim) Katharina Breuer geb. Gymnich benannt. |
| Kirchgasse               | Nörvenich            | RB 9. November 1959. Die engste und kleinste Straße in Nörvenich. Bis 1808 gehörten alle südlich der Gasse gelegenen Häuser zur Pfarre Hochkirchen. |
| Lüxheimer Straße         | Nörvenich            | Die Straße ist nach dem Ort Lüxheim benannt. |
| Margarethenhof           | Nörvenich            | Einzelner, neu errichteter Hof zwischen Nörvenich und Pingsheim. |
| Marienhof                | Nörvenich            | RB 15. Juni 1981. War als Aussiedlerhof für einen örtlichen Landwirt gedacht. Besteht heute nur aus einer Scheune. |
| Marktplatz               | Nörvenich            | Vor 1934: Marktplatz. Ab ca. 1934 bis Kriegsende: Adolf-Hitler-Platz. RB 9. November 1959: Marktplatz. Siehe Marktplatz (Nörvenich) |
| Medardusstraße           | Nörvenich            | RB 9. November 1959. Benannt nach dem Nörvenicher Pfarrpatron Medardus. |
| Oberbolheimer Straße     | Nörvenich            | RB 9. November 1959: Waldstraße. RB 2. Mai 1973: Oberbolheimer Straße. Die Straße führt nach Oberbolheim. |
| Oswald-Boelcke-Allee     | Nörvenich            | RB 2012. Zufahrt zum Fliegerhorst Nörvenich. Benannt nach Oswald Boelcke, dessen Namen das Geschwader als Traditionsname führt. |
| Pfarrer-Linzbach-Straße  | Nörvenich            | RB 7. Februar 1961: Marienstraße. RB 2. Mai 1973: Pfarrer-Linzbach-Straße. Benannt nach Pfarrer Peter Josef Linzbach (1877–1952), Pastor in Nörvenich von 1910 bis 1948. |
| Plessastraße             | Nörvenich            | Benannt nach der Partnergemeinde Plessa in Brandenburg. |
| Promenadenweg            | Nörvenich            | RB 9. November 1959. Der Dürener Industrielle Leopold Peill kaufte um die Jahrhundertwende 19./20. Jh. das Gelände Haus Hardt, zäunte es ein und musste diesen Weg als Ersatzweg anlegen. Der mit Bäumen bepflanzte Weg ähnelt einer Promenade.                                                                                             |
| Rathausstraße            | Nörvenich            | Die Jakob-Breidkopff-Straße wurde, initiiert durch den Neubau des Altenheimes, geteilt. Der untere Teil entlang des Rathauses Nörvenich bekam den Namen Rathausstraße. |
| Rather Straße            | Nörvenich            | Die Rather Straße verläuft durch das Gewerbegebiet nach Rath. |
| Richthofenstraße         | Nörvenich            | RB 29. Februar 1968. Benannt nach dem Rittmeister Manfred von Richthofen. |
| Salierstraße             | Nörvenich            | Benannt nach dem Volk der Salier. |
| Schillerstraße           | Nörvenich            | RB vom 5. Mai 1968. Teil der in den 1950er Jahren von der Rheinischen Heimstätte errichteten Siedlung. Benannt nach Friedrich Schiller. |
| Schloss Nörvenich        | Nörvenich            | RB 3. Dezember 1954: Burgstraße 13. RB 29. September 1981: Schloss Nörvenich. Das Anwesen wird im Volksmund immer noch als Gymnicher Burg bezeichnet. Siehe Schloss Nörvenich. |
| Schwester-Blanka-Straße  | Nörvenich            | RB 28. August 2008. Schwester Blanka (1890–1963) gehörte der Genossenschaft der barmherzigen Schwestern vom hl. Borromäus an und war von 1934 bis 1963 in der ambulanten Kranken- und Altenpflege in Nörvenich tätig. |
| Sebastianusstraße        | Nörvenich            | Benannt nach dem zweiten Schutzpatron der Nörvenicher Pfarrkirche, dem hl. Sebastianus. |
| Stettiner Straße         | Nörvenich            | RB 13. Januar 1981. Benannt nach der Stadt Stettin. |
| Tannenweg                | Nörvenich            | RB 22. November 1962: Im Winkel. RB 2. Mai 1973: Tannenweg. |
| Tilsiter Straße          | Nörvenich            | RB 7. Februar 1961. Benannt nach der Stadt Tilsit. |
| Ubierstraße              | Nörvenich            | RB 30. Oktober 1972. Benannt nach dem germanischen Volksstamm der Ubier. |
| Vettweißer Straße        | Nörvenich            | RB 23. Februar 1981. Benannt nach der Nachbargemeinde Vettweiß. |
| Vogelgasse               | Nörvenich            | RB 9. November 1959. Der Flurname wird erklärt mit „Stelle, wo das Vogelschießen der Schützen stattzufinden pflegte“, aber auch als „Ort, wo viele Vögel sind“. |
| Zülpicher Straße         | Nörvenich            | RB 9. November 1959. Benannt nach der Stadt Zülpich. |
| Antoniterstraße          | Oberbolheim          | RB 1. August 1969, für Altoberbolheim RB 24. September 1959. Benannt nach dem Antoniter-Orden, der in der Umgebung große Ländereien besaß. |
| Fuchsgasse               | Oberbolheim          | RB 1. August 1969, für Altoberbolheim RB 24. September 1959. In Alt-Oberbolheim konnte man an der Straße oft die Füchse im Wald heulen hören. |
| Piethanstraße            | Oberbolheim          | RB 1. August 1969: Kirchstraße. RB 2. Mai 973: Piethanstraße. Benannt nach dem sagenumwobenen Raubritter Piethan. |
| Termelinesweg            | Oberbolheim          | RB 1. August 1969: Lindenstraße. RB 2. Mai 973: Termelinesweg. Siehe Termelines, |
| Theo-Berger-Weg          | Oberbolheim          | Theo Berger war Ehrenbürger von Oberbolheim, weil er sich um die Umsiedlung des Ortes verdient gemacht hatte. |
| Triftstraße              | Oberbolheim          | RB 1. August 1969. Siehe Viehtrift. |
| Zum Heidefeld            | Oberbolheim          | RB 11. Oktober 1976. Flurbezeichnung |
| Ahremer Gasse            | Pingsheim            | Benannt nach dem Dorf Ahrem. |
| Alfons-Keever-Straße     | Pingsheim            | RB 15. Juli 1975. Alfons Keever (1896–1977) war von 1940 bis 1965 Pastor in Pingsheim. |
| Am Bräucher              | Pingsheim            | Früher: Rosenhügel. RB 1. Juli 1969: Gertrudisstraße. RB 15. Juli 1975: Am Bräucher. Die Bezeichnung Rosenhügel ist von den Heckenrosen abgeleitet. Gertrudis ist der zweite Pfarrpatron. |
| Am Glockenturm           | Pingsheim            | Benannt nach dem in den 2000er Jahren von der Dorfgemeinschaft neben der Trauerhalle errichteten Glockenturm. |
| Duventhaler Weg          | Pingsheim            | RB 15. Juni 1971. Flurbezeichnung „Em Duvvedaal“. |
| Gregor-Platten-Straße    | Pingsheim            | Benannt nach dem langjährigen Dorfschullehrer Gregor Platten (1900–1994). |
| Heimbacher Straße        | Pingsheim            | RB 16. Juli 1981. Benannt nach der Eifel-Stadt Heimbach. |
| In der Quecke            | Pingsheim            | RB 15. Juni 1971. Flurbezeichnung. Quecke bedeutet „lebendig sprudelnd“. In der Gegend lagen früher ein Löschwasserteich und eine Viehtränke. |
| Kompstraße               | Pingsheim            | Früher: Teilstück von Am Bräucher bis Ortsausgang nach Herrig: Hauptstraße. RB 15. Juni 1971: Kompstraße. Benannt nach der Stifterfamilie Komp, deren vermachtes Vermögen für Sozialschwache und Kinder von Pingsheim verwendet wird. |
| Kreuzauer Straße         | Pingsheim            | RB 16. Juli 1981. Benannt nach der Gemeinde Kreuzau. |
| Monschauer Straße        | Pingsheim            | Benannt nach der Eifelstadt Monschau. |
| Nideggener Straße        | Pingsheim            | Benannt nach der Eifelstadt Nideggen. |
| von-Limburg-Straße       | Pingsheim            | Früher: Dorweilerstraße. RB 15. Juli 1975: von-Limburg-Straße. An dem 1279 geschlossenen Pingsheimer Frieden nahmen Herzog Walram von Limburg und der Kölner Erzbischof Siegfried von Westerburg teil. |
| von-Westerburg-Straße    | Pingsheim            | Früher: Auf dem Driesch. RB 15. Juli 1975: von-Westerburg-Straße. An dem 1279 geschlossenen Pingsheimer Frieden nahmen Herzog Walram von Limburg und der Kölner Erzbischof Siegfried von Westerburg teil. |
| Wolfsgasse               | Pingsheim            | Das Haus Nummer 1 war früher im Besitz einer Familie Wolf. Es gibt auch die Flurbezeichnung „Hinter Wolfs Garten“. |
| Am Fließ                 | Rath                 | RB 3. September 1959. Mit Fließ wird ein künstlicher oder natürlicher Abzugsgraben bezeichnet. Er existiert heute noch. |
| An den Obstwiesen        | Poll                 | RB in den 2000er Jahren. Neubaugebiet am östlichen Ortsrand. |
| An der Gärtnerei         | Poll                 | RB 2. Mai 1973. Benannt nach der 1968/69 entstandenen Gärtnerei. |
| Dorfstraße               | Poll                 | RB 10. August 1959: Hauptstraße. RB 2. Mai 1973: Dorfstraße. |
| Erper Straße             | Poll                 | RB 10. August 1959: Oberstraße. RB 2. Mai 1973: Erper Straße. Die Verlängerung der Straße führt als Wirtschaftsweg ins benachbarte Erp. |
| Gladbacher Straße        | Poll                 | RB 2. Mai 1973. Die Straße führt zum Nachbarort Gladbach. |
| Karlstraße               | Poll                 | RB 10. August 1959: Oststraße. RB 2. Mai 1973: Karlstraße. Karl Kurm, der 1980 verstarb, war ein verdienter Poller Bürger. Nach seinem Vornamen ist die Straße benannt. |
| Neustraße                | Poll                 | RB 10. August 1959. Es handelt sich um eine 1959 neu angelegte Straße. |
| Nordstraße               | Poll                 | RB 10. August 1959. Die Straße führt nach Norden aus dem Ort hinaus. |
| Petrusstraße             | Poll                 | RB 10. August 1959: Schulstraße. RB 2. Mai 1973. Die Straße wurde nach dem Patrozinium der Kapelle St. Petrus in Ketten benannt, die an der Straße steht. |
| Weiherstraße             | Poll                 | RB 10. August 1959. Hier lag ein großer Weiher, der die Oberflächenwässer des nordöstlichen Dorfteiles aufnahm. |
| An der Marienkapelle     | Rath                 | Siehe Marienkapelle |
| Auf dem Driesch          | Rath                 | RB 3. September 1959. Ein Driesch war früher ein Acker, der für mehrere Jahre brach liegen musste. |
| Eisenbahnstraße          | Rath                 | RB 3. September 1959. Rath hatte nie eine Eisenbahn, aber die Männer, die im Rheinischen Braunkohlerevier arbeiteten, legten einen Teil des zwei bis drei Stunden langen Weges mit der Eisenbahn zurück. |
| Hombergerhof             | Rath                 | Einzelner, neu errichteter Hof zwischen Nörvenich und Pingsheim. |
| Hubertusstraße           | Rath                 | Früher: Hauptstraße. RB 3. September 1959. Der Name wird von dem Schutzpatron der St. Hubertus-Schützenbruderschaft abgeleitet. |
| Im Kleinefeldchen        | Rath                 | RB 15. Juli 1975. Flurbezeichnung |
| Kerpener Straße          | Rath                 | RB 3. September 1959: Marienstraße. RB 2. Juli 1973: Kerpener Straße. Benannt nach der Nachbarstadt Kerpen. |
| Martinstraße             | Rath                 | RB 3. September 1959. Die Straße wurde nach dem ältesten Hof in Rath, dem Martinshof (Martinstraße 12), benannt. |
| Nelkenweg                | Rath                 | RB 3. September 1959: Gartenstraße. RB 2. Mai 1973: Nelkenweg. Benannt nach der Blumenart Nelke. |
| Nikolausstraße           | Rath                 | Früher: Hauptstraße. RB 3. September 1959. Die Straße wurde nach dem Pfarrpatron, dem hl. Nikolaus, benannt. |
| Sandkaulenweg            | Rath                 | RB 3. September 1959: Am Sandkaulenweg. RB 2, Mai 1973: Sandkaulenweg. Der Sandkaulenweg führte zur östlich der Straße gelegenen Gemeindesandgrube. |
| Schützenstraße           | Rath                 | RB 3. September 1959. Benannt nach dem Schützenverein. |
| Schwalbenweg             | Rath                 | RB 17. Januar 1972. Benannt nach der Vogelart Schwalbe. |
| Waldstraße               | Rath                 | RB 3. September 1959. Über die Straße konnte man früher den Wald erreichen. |
| Bahnhof Bubenheim        | Rommelsheim          | Seit 1982 geschlossener Bahnhof an der Strecke Düren-Euskirchen, heute Bördebahn. |
| Bahnposten               | Rommelsheim          | Der ehemalige Bahnposten 5 an der Bahnstrecke Düren-Euskirchen wird als Wohnhaus genutzt. |
| Burg Bubenheim           | Rommelsheim          | Siehe Burg Bubenheim. |
| Ellbachstraße            | Rommelsheim          | RB 10. Oktober 1968. Unter der Straße verläuft der verrohrte Ellbach. |
| Fichtestraße             | Rommelsheim          | RB 6. Mai 1970: Gartenstraße. RB 2. Mai 1973: Fichtestraße. Benannt nach dem Philosophen Johann Gottlieb Fichte. |
| Gertrudisstraße          | Rommelsheim          | RB 10. Oktober 1968. Rommelsheim war bis 1969 Ortsteil von Binsfeld. Die gemeinsame Pfarrpatronin ist Gertrud von Nivelles. |
| Gut Bubenheim            | Rommelsheim          | Das Gut ist bereits in einer Landkarte von 1802 eingezeichnet. |
| Gutenbergstraße          | Rommelsheim          | RB 10. Oktober 1968: Grünstraße. RB 2. Mai 1973: Gutenbergstraße. Die Straße ist nach dem Erfinder des modernen Buchdrucks Johannes Gutenberg benannt. |
| Heinestraße              | Rommelsheim          | RB 10. Oktober 1968: Kolpingstraße. RB 15. Juli 1973: Heinestraße. Benannt nach dem Dichter Heinrich Heine. |
| Jahnstraße               | Rommelsheim          | RB 10. Oktober 1968: Oststraße. RB 2. Mai 1973: Jahnstraße. Benannt nach „Turnvater“ Friedrich Ludwig Jahn. |
| Kantweg                  | Rommelsheim          | Benannt nach dem Philosophen Immanuel Kant. |
| Kettelerstraße           | Rommelsheim          | RB 10. Oktober 1968: Oberstraße. RB 15. Juli 1973: Kettelerstraße. Benannt nach dem „Arbeiterbischof“ Wilhelm Emmanuel von Ketteler. |
| Lindenstraße             | Rommelsheim          | RB 10. Oktober 1968. Das Kölner Stift St. Gereon besaß in Rommelsheim einen Hof, zu dem ein Hofgericht gehört. Dieses tagte unter einer Linde gegenüber dem Hof. |
| Römerstraße              | Rommelsheim          | RB 10. Oktober 1968: Hauptstraße. RB 2. Mai 1973: Römerstraße. Es handelt sich mit der Kettelerstraße um die Ortsdurchgangsstraße. Die alte Römerstraße verlief von Kelz kommend westlich am Dorf vorbei. |
| Rurstraße                | Rommelsheim          | RB 10. Oktober 1968: Dürener Straße. RB 2. Mai 1973: Rurstraße. Benannt nach der Rur, in deren Richtung die alte Römerstraße, die hier lag, führte. |
| Scheidtweilerhof         | Rommelsheim          | RB 2. Mai 1973. Flurbezeichnung. Der Hof wurde 1968 aus Jakobwüllesheim ausgesiedelt. |
| Schreberstraße           | Rommelsheim          | RB 10. Oktober 1968: Ackerstraße. RB 2. Mai 1973: Schreberstraße. Benannt nach dem Arzt Moritz Schreber. |
| Am Kallenberg            | Wissersheim          | Früher: Herriger Straße. RB 15. Juni 1971 (Erftstadt): Am Kallenberg. An der Straße stand im 19. Jahrhundert das kleine Gehöft der Familie Kallen. |
| Am Wissersheimer Fließ   | Wissersheim          | Mit Fließ wird ein künstlicher oder natürlicher Abzugsgraben bezeichnet. Er existiert heute noch. |
| An den Sonnengärten      | Wissersheim          | RB 2012. Neubaugebiet am westlichen Ortsrand. |
| Doktorweg                | Wissersheim          | RB 15. Juni 1971 (Erftstadt). Über den Weg gingen früher die Bewohner zum Doktor nach Lechenich. |
| Friedensstraße           | Wissersheim          | RB 5. August 1964. Nach den schrecklichen Erfahrungen des Zweiten Weltkrieges wurden zur Mahnung in vielen Orten Straßen mit diesem Namen bezeichnet. |
| Frongasse                | Wissersheim          | Früher: Schulgasse, Schulstraße. RB 15. Juni 1971 (Erftstadt). Benannt nach dem anliegenden Fronhof. |
| Gut Ving                 | Wissersheim          | An der nördlichen Gemeindegrenze direkt am Fliegerhorst liegendes Einzelgehöft. |
| Gymnicher Straße         | Wissersheim          | Die Straße führt über Mellerhöfe zum Nachbarort Gymnich. |
| Johann-Kindgen-Weg       | Wissersheim          | Der Weg wurde nach dem langjährigen Bürgermeister und Ortsvorsteher Johann Kindgen (1910–1981) benannt. |
| Jupiterstraße            | Wissersheim          | Benannt nach dem Planeten Jupiter. |
| Kanisstraße              | Wissersheim          | Die Straße ist nach dem Kanishof (Haus Nr. 13) benannt. Kanis war ein ehemaliger Eigentümer oder Pächter des Hofes. |
| Kolpingstraße            | Wissersheim          | RB 5. März 1968. Benannt nach Adolph Kolping, dessen Eltern in Wissersheim arbeiteten und der auch in Wissersheim Freunde hatte. |
| Lindenhof                | Wissersheim          | Ausgesiedelter landwirtschaftlicher Betrieb, benannt nach dem Baumart Linden. |
| Minervastraße            | Wissersheim          | Minerva war eine römische Göttin. |
| Nievenheimer Straße      | Wissersheim          | Früher: Burgstraße, RB 15. Juni 1971: Nievenheimer Straße. Früher zog am zweiten Samstag und Sonntag im Juni von hier die Fußprozession nach Nievenheim los. |
| Oberstraße               | Wissersheim          | Früher: Hauptstraße. RB 15. Juni 1971 (Erftstadt): Oberstraße. Im Volksmund früher „Ovverdörp“ (Oberdorf) genannt. Davon wurde der Straßenname abgeleitet. |
| Schillerplatz            | Wissersheim          | RB 15. Juni 1971 (Erftstadt). Benannt nach Friedrich Schiller. |
| Völlerstraße             | Wissersheim          | Früher von der Kolpingstraße bis zum Wohnpark: Waldstraße. RB 15. Juni 1971 (Erftstadt). Die Namensherkunft Völler ist ungeklärt. |
| Wasserturmstraße         | Wissersheim          | Siehe Wasserturm Wissersheim |
| Wohnpark                 | Wissersheim          | Der Wohnpark wurde 1967/1968 errichtet. |